# Metofu
Metofu – wieś w Rumunii, w okręgu Ardżesz, w gminie Poiana Lacului. W 2011 roku liczyła 370 mieszkańców.